# Pterochilus schulthessi
Pterochilus schulthessi är en stekelart som först beskrevs av Meade-waldo.  Pterochilus schulthessi ingår i släktet Pterochilus och familjen Eumenidae. Inga underarter finns listade i Catalogue of Life.